# Partido Aam Janata
El Partido Aam Janata (en nepalí: आम जनता पार्टी, lit. 'Partido Popular General') es un partido político nepalí.El partido tiene representación en el parlamento federal de Nepal desde las elecciones generales de 2022.
El exministro Prabhu Sah es el fundador y presidente del partido.

## Historia

### Formación
El partido fue creado el 29 de diciembre de 2022 por el exministro Prabhu Sah. Sah, que había ganado como candidato independiente, formó el partido después de las elecciones generales nepalesas de 2022 y declaró que el PCN (MLU) ya no tenía la intención de resolver los problemas del público en general.
Sah contó con el apoyo del exministro Ram Bir Manandhar y Badri Neupane, quienes también provenían del PCN (UML).

## Organizaciones del partido
Fuente: 
- ejército de TI
- Aam Dalit Morcha
- Aam Mahila Morcha (Sección femenina)
- Aam Bidyarthi Morcha (Organización juvenil)
- Aam Kisan Morcha (Sección campesina)